# Henry Tandey
Pour les articles homonymes, voir Tandey.
Henry Tandey, né Tandy le 30 août 1891 à Royal Leamington Spa et mort le 20 décembre 1977 à Coventry, est un militaire britannique.
Récipiendaire de la croix de Victoria, il est le soldat non gradé britannique le plus décoré de la Première Guerre mondiale.
Une légende, dont Hitler lui-même était à l'origine, raconte qu'il aurait épargné la vie d'Adolf Hitler en 1918.

## Légende de la rencontre avec Hitler
Bien que le fait soit contesté, Adolf Hitler et Henry Tandey se seraient rencontrés dans le village de Marcoing, dans le Nord de la France. L'histoire se déroule le 28 septembre 1918, alors que Tandey servait dans le 5e bataillon du régiment du duc de Wellington (en), et raconte qu'un soldat allemand éreinté se trouva dans sa ligne de tir. L'ennemi était blessé et ne semblait pas avoir d'arme. Tandey a choisi de ne pas tirer. Le soldat allemand le vit baisser son fusil et hocha la tête en guise de remerciement avant de s'éloigner. Ce soldat est censé avoir été Adolf Hitler. L'auteur David Johnson, qui a écrit un livre sur Henry Tandey, pense que cette histoire est une légende urbaine.
Après la guerre Hitler aurait apparemment vu un article de journal sur l'attribution de la Victoria Cross à Tandey en octobre 1918, l'a reconnu, a découpé et conservé cet article.

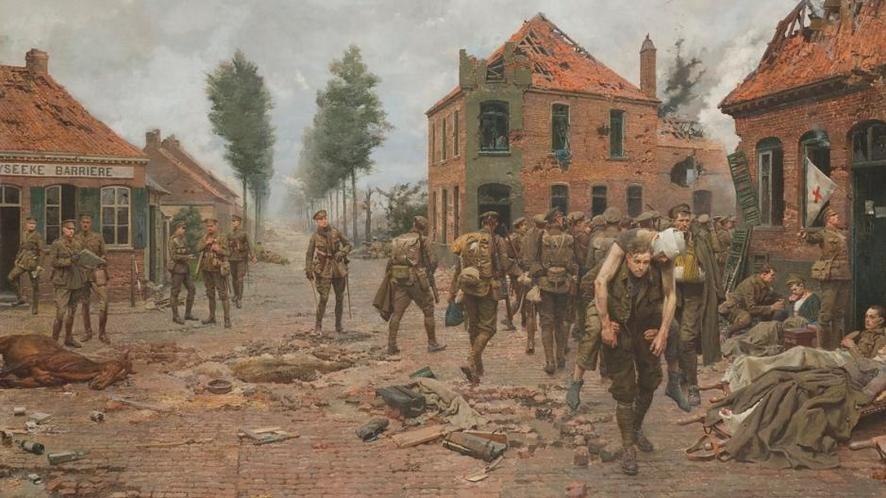
Tableau de Fortunino Matania représentant Tandey.

En 1937, Hitler a appris par un membre de son entourage l'existence d'une peinture de Fortunino Matania sur lequel apparaît celui qui avait mené l'attaque contre sa position à Marcoing et qu'elle était en possession du Docteur Otto Schwend. Basé sur un fait réel, elle avait été commandée par le Green Howards Regiment (en) dans lequel Tandey avait servi jusqu'au 27 juillet 1918 et peinte à partir d'un croquis fourni à l'artiste italien en 1923. Elle montre un soldat, peint aux traits de Tandey, portant un homme blessé au carrefour de Kruiseke en 1914 au nord-ouest de Menin. Le bâtiment avec le fanion de la Croix-Rouge à la gauche de Tandey appartenait à la famille Van Den Broucke et le régiment anglais lui en avait offert une copie. Le lieutenant-colonel Earle, lors de la première bataille d'Ypres en 1914, avait été soigné par ce Dr Schwend dans ce poste médical et ils sont restés en contact après la Grande Guerre.
En 1936, en remerciement de cet acte, Earle lui avait fait parvenir la copie de la famille Van Den Broucke.
Schwend a fait une grande photo de son tableau pour l'offrir à Hitler. Le capitaine Weidemann, l'adjudant d'Hitler, lui a adressé la réponse suivante : « Le Führer s'intéresse bien sûr à tout ce qui le touche en tant que combattant de la Grande Guerre. Il a été profondément ému quand je lui ai montré votre photographie. Il m'a chargé de vous exprimer sa plus chaleureuse gratitude pour ce don si riche en souvenirs. »
En 1938, lorsque Neville Chamberlain rendit visite à Hitler au Berghof, pour les discussions qui conduisirent aux accords de Munich, il remarqua la photographie et posa des questions à son sujet. Hitler répondit : « Cet homme a failli me tuer. À l'époque, je pensais que je ne reverrais plus jamais l'Allemagne. La providence m'a sauvé de la précision diabolique avec laquelle les garçons anglais nous ont tiré dessus. »
Selon l'histoire, Hitler a demandé à Chamberlain de transmettre ses meilleurs vœux et sa gratitude à Tandey. Chamberlain a promis de téléphoner à Tandey en personne à son retour, ce qu'il n'a apparemment pas fait. Le Centre de recherche de Cadbury, qui détient des copies des papiers et des journaux de Chamberlain, n'a aucune référence relative à Tandey dans les comptes-rendus de la réunion de 1938. L'histoire indique en outre que l'appel téléphonique a été répondu par un enfant de neuf ans appelé William Whateley. William était apparenté à la femme de Tandey, Edith. Cependant, Tandey vivait à cette époque au 22 Cope Street, à Coventry, et travaillait pour la Triumph Motor Company. Selon les registres de l'entreprise, ils n'avaient que trois numéros de téléphone de leurs employés dont aucun n'était à l'adresse de Tandey. Les archives de British Telecommunications ne mentionnent également aucun téléphone enregistré à cette adresse en 1938.
La recherche émet de sérieux doutes sur la véracité de cette anecdote. Hitler a pris son deuxième congé de service le 10 septembre 1918 pour une durée de 18 jours. Cela signifie qu'il se trouvait en Allemagne à la date présumée des faits.